# François Gros (Molekularbiologe)

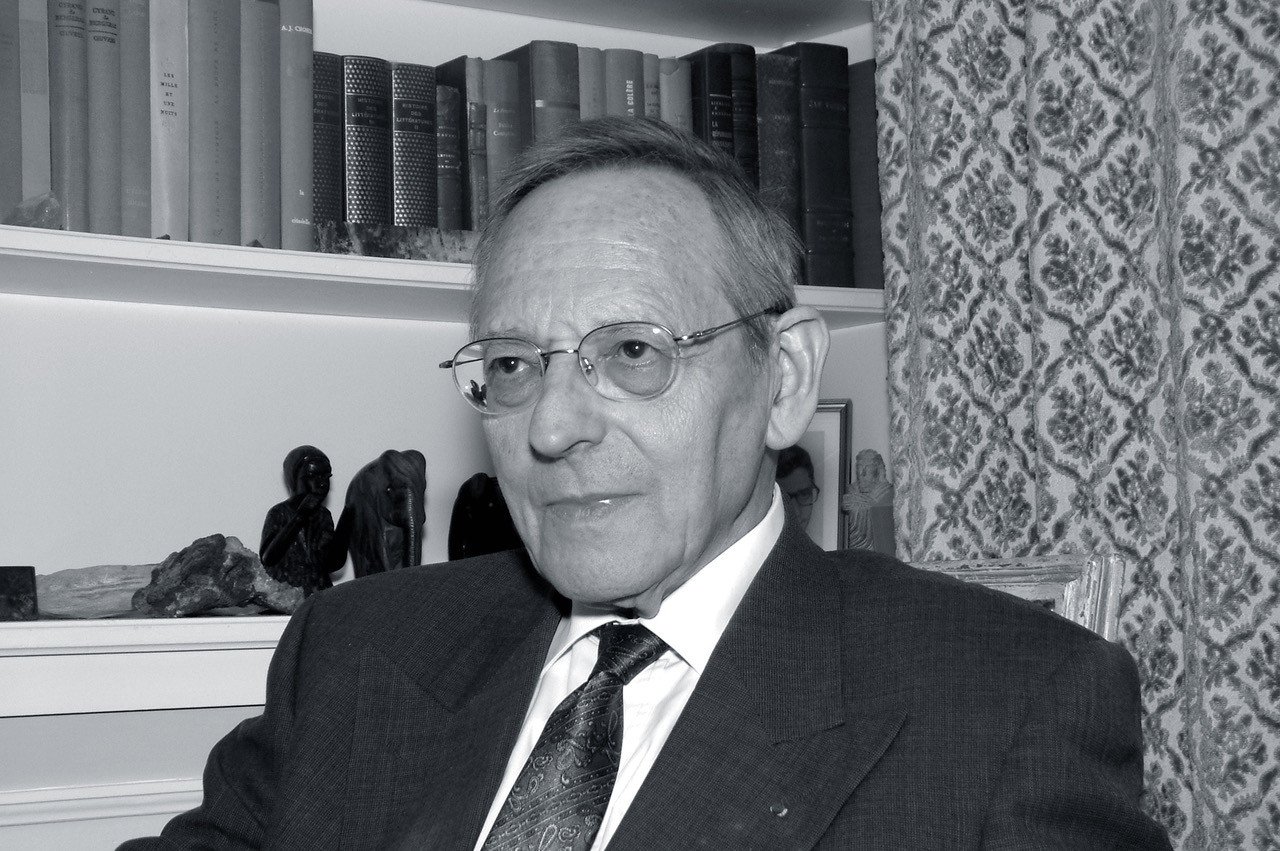
François Gros (2002)

François Gros (* 24. April 1925 in Paris; † 18. Februar 2022 in Paris) war ein französischer Molekularbiologe. In einem Nachruf in der Fachzeitschrift Nature hieß es, Gros habe „zu der illustren Schar von Forschern in Europa und den Vereinigten Staaten“ gehört, „die Mitte des 20. Jahrhunderts herausfanden, wie die DNA im Zellkern die Produktion von Enzymen und anderen Proteinen im Cytoplasma steuert“ und insbesondere einen Beitrag zur Funktionsweise der messenger RNA (mRNA) geleistet.

## Leben
François Gros wurde 1925 in Paris als Kind jüdischer Eltern geboren. Nach der Besetzung Frankreichs durch die deutsche Wehrmacht wechselte er mehrfach seinen Namen und überlebte die Verfolgung der Juden durch die Nationalsozialisten als Student in Toulouse. Obwohl er eigentlich Medizin studieren wollte, hatte er sich versehentlich an der naturwissenschaftlichen Fakultät der Universität Toulouse eingeschrieben und studierte Botanik, bevor er nach der Befreiung Frankreichs 1944 in die Hauptstadt zurückkehrte und an die Sorbonne wechselte, wo er Chemie und Physiologie studierte. Bereits 1946 erhielt er eine Anstellung als wissenschaftlicher Mitarbeiter in einem Labor für Biochemie am Institut Pasteur.
Dort befasste er sich u. a. im Rahmen seiner Doktorarbeit mit den Auswirkungen des erst seit 1929 bekannten Antibiotikums Penicillin auf Bakterien und mit der Induktion von Enzymen in Bakterien. Auch nach der Promotion (1952) blieb er bis 1963 als Biochemiker am Institut Pasteur. Danach war er an wechselnden Pariser Forschungsinstitutionen – u. a. an der Sorbonne – als Hochschullehrer tätig, zuletzt von 1973 bis 1996 am Collège de France und von 1976 bis 1981 zugleich als Direktor am Institut Pasteur.
Ab Ende der 1970er-Jahre war Gros neben seinen Forschungsarbeiten wissenschaftlicher Berater der französischen Staatspräsidenten Valéry Giscard d’Estaing und François Mitterrand sowie der Premierminister Pierre Mauroy und Laurent Fabius.

## Forschung
Um das Jahr 1960 war zwar bereits bekannt, dass die DNA die „Bauanleitung“ für die Synthese von Proteinen enthält. Die genauen Abläufe der Proteinbiosynthese waren jedoch unbekannt, und auch die Bezeichnung mRNA war noch nicht geprägt worden. In dieser Zeit arbeitete Gros mit Jacques Monod zusammen, der ihm einen Forschungsaufenthalt an der Harvard University nahelegte. Das Ergebnis seines Forschungsaufenthalts, die Entdeckung einer „unstabilen Ribonukleinsäure“ – der erste Nachweis einer messenger RNA – in Escherichia coli, wurde 1961 im Fachblatt Nature publiziert, mit Gros als Erstautor und James Watson als Seniorautor. Die ersten, die dieses Zwischenprodukt „messenger RNA“ nannten, waren Gros’ Kollegen am Institut Pasteur in Paris, François Jacob und Jacques Monod.
Ab den 1970er-Jahren wandte sich Gros anstelle der Bakterien den Zellen von Säugetieren zu. In seiner Arbeitsgruppe kultivierte man insbesondere Myoblasten, das sind Vorläuferzellen der Skelettmuskelfasern bei Embryonen. Erforscht wurde u. a., auf Basis welcher genetischen Mechanismen ihre Differenzierung (der Übergang in einen stärker spezialisierten Zustand) vonstattengeht und wie die Gene in den Muskelzellen die Produktion von Proteinen wie Aktin und Myosin regulieren. Gras sorgte zudem dafür, dass die Association Française contre les Myopathies massiv finanziell gefördert und so zu einer finanzstärksten Wohltätigkeitsorganisationen für medizinische Forschung in Frankreich wurde.

## Ehrungen
- 1969: Mitglied der Academia Europaea[6]
- 1977: Mitglied der American Academy of Arts and Sciences[8]
- 1979: Mitglied der Académie des sciences[5]
- 1983: Mitglied der Académie royale des Sciences, des Lettres et des Beaux-Arts de Belgique[9]
- 1988: Prix Gay-Lussac Humboldt[10]
- 2009: Ordre national du Mérite[6]
- 2013: Commandeur de la Légion d’Honneur[6]
- 2017: Grand-croix de l’ordre du Mérite[5]

Am 17. Mai 2011 wurde der Asteroid (7865) Françoisgros nach ihm benannt.

## Belege
1. ↑  Académie des sciences: François Gros. Zuletzt abgerufen am 19. Oktober 2022.
2. 1 2   Décès du professeur François Gros. Nachruf auf: elysee.fr vom 21. Februar 2022.
3. ↑   La mort de François Gros, biologiste et codécouvreur de l’ARN messager. Auf: lemonde.fr vom 22. Februar 2022.
4. 1 2 3 4   Georgina Ferry: François Gros (1925–2022). In: Nature. Band 603, 2022, S. 573, doi:10.1038/d41586-022-00794-0.
5. 1 2 3   Nachruf auf der Website des Institut Pasteur vom 21. Februar 2022.
6. 1 2 3 4   Eintrag François Gros auf der Website der Academia Europaea
7. ↑   François Gros et al.: Unstable Ribonucleic Acid Revealed by Pulse Labelling of Escherichia coli. In: Nature. Band 190, 1961, S. 581–585, doi:10.1038/190581a0.
8. ↑  Book of Members 1780–present, Chapter G. (PDF; 1,1 kB) In: amacad.org. American Academy of Arts and Sciences, abgerufen am 19. Oktober 2022 (englisch).
9. ↑  Académicien décédé: François Gros. Académie royale des Sciences, des Lettres et des Beaux-Arts de Belgique, abgerufen am 21. September 2023 (französisch).
10. ↑  Liste des lauréats français du prix Gay-Lussac Humboldt. (Memento vom 24. September 2020 im Internet Archive) Auf der Website des Prix Gay-Lussac Humboldt, zuletzt abgerufen am 19. Oktober 2022.

| Personendaten    | Personendaten                  |
| ---------------- | ------------------------------ |
| NAME             | Gros, François                 |
| KURZBESCHREIBUNG | französischer Molekularbiologe |
| GEBURTSDATUM     | 24. April 1925                 |
| GEBURTSORT       | Paris                          |
| STERBEDATUM      | 18. Februar 2022               |
| STERBEORT        | Paris                          |